# Hrabstwo Otter Tail
Hrabstwo Otter Tail (ang. Otter Tail County) – hrabstwo w stanie Minnesota w Stanach Zjednoczonych. Obszar całkowity hrabstwa obejmuje powierzchnię 2 224,54 mil2 (5 761,55 km²). Według danych z 2010 r. hrabstwo miało 57 303 mieszkańców. Hrabstwo powstało 18 marca 1858 roku, a jego nazwa pochodzi od jeziora Otter Tail oraz rzeki Otter Tail.

## Sąsiednie hrabstwa
- Hrabstwo Becker (północ)
- Hrabstwo Wadena (północny wschód)
- Hrabstwo Todd (południowy wschód)
- Hrabstwo Douglas (południe)
- Hrabstwo Grant (południowy zachód)
- Hrabstwo Wilkin (zachód)
- Hrabstwo Clay (północny zachód)

## Miasta
- Battle Lake
- Bluffton
- Clitherall
- Dalton
- Deer Creek
- Dent
- Elizabeth
- Erhard
- Fergus Falls
- Henning
- New York Mills
- Ottertail
- Parkers Prairie
- Pelican Rapids
- Perham
- Richville
- Rothsay
- Underwood
- Urbank
- Vergas
- Vining